# Podocarpus neglectus
Podocarpus neglectus — вид хвойних дерев родини Podocarpaceae. Батьківщиною цього виду є Борнео, Хайнань, Ява, Філіппіни, Суматра, Таїланд, В'єтнам.